# Bouquet (EP)
Bouquet es el título del extended play (EP) debut del dúo de disc jockeys estadounidenses The Chainsmokers. Fue lanzado el 23 de octubre de 2015.

## Lista de canciones
Todas las canciones producidas por The Chainsmokers, excepto donde se indica.
| N.º | Título                                                      | Escritor(es)                                                                                         | Productor(es)               | Duración |  |
| 1.  | «Roses» (featuring Rozes)                                   | Andrew Taggart y Elizabeth Mencel                                                                    |                             | 3:45     |  |
| 2.  | «New York City»                                             | Taggart y Brittany Amaradio                                                                          |                             | 3:50     |  |
| 3.  | «Until You Were Gone» (con Tritonal featuring Emily Warren) | Taggart, Emily Warren, Chad Cisneros, Dave Reed, Curtis Troy Austin, Jared Scharff y Andrew Williams | The Chainsmoker y Tritional | 3:37     |  |
| 4.  | «Waterbed» (featuring Waterbed)                             | Taggart, Chad Montermini y Cat Paternostro                                                           |                             | 3:29     |  |
| 5.  | «Good Intentions» (featuring BullySongs)                    | Taggart, Andrew Bullimore y Jack McManus                                                             |                             | 3:27     |  |

## Listas
| Lista (2015–16)                          | Mejor posición |
| ---------------------------------------- | -------------- |
| Estados Unidos (Billboard 200)           | 31             |
| Estados Unidos (Dance/Electronic Albums) | 2              |
| Estados Unidos (Top Heatseekers Albums)  | 4              |